# Умен Сергій Григорович
Сергі́й Григо́рович У́мен (нар. 29 березня 1962, Прилуки, СРСР) — радянський футболіст та український футбольний тренер. Відомий завдяки виступам у складі чернігівської «Десни» та роботі з жіночим футбольним клубом «Легенда».

## Життєпис
Сергій Умен народився в Прилуках, де й почав займатися футболом у місцевій ДЮСШ. Першим тренером хлопця був Василь Кривошеєнко. У 1976 році Умен продовжив тренування у Харківській школі-інтернаті спортивного профілю під керівництвом Юрія Несміяна, а з 1979 по 1984 рік захищав ворота чернігівської «Десни», у складі якої здобув «срібло» чемпіонату УРСР 1982 року. Окрім футболу Сергій займався навчанням і у 1984 році закінчив факультет фізичного виховання Чернігівського педагогічного інституту.
Протягом 1985–1986 років Сергій Умен захищав кольори «Комунальника», що виступав у чемпіонаті Чернігівської області, однак сезон 1987 знову провів у «Десні». Стати основним голкіпером команди майстрів йому так і не вдалося, тож він повернувся до «Комунальника», за який відіграв увесь наступний рік. У 1989 році Умен здійснив спробу працевлаштуватися у киргизькому «Алаї», проте повернувся на Батьківщину, зігравши за новий клуб всього 1 матч. Кар'єру гравця завершив у 1992 році у складі чернігівського «Комунальника», разом з яким здобув «золото» чемпіонату Чернігівщини 1990 року.
1999 році Сергій Умен став виконувачем обов'язків головного тренера жіночого футбольного клубу «Легенда», а 2000 року був затверджений як головний тренер. За короткий строк йому вдалося вивести чернігівських футболісток в лідери українського жіночого футболу, підтвердженням чого стала перемога у чемпіонаті 2000 року та «золотий дубль» у сезоні 2001. На початку 2002 року Умен залишив команду, однак повернувся до «Легенди» за три роки, додавши до активу клубу ще один «золотий дубль» та бронзові медалі Відкритого Кубка Італії — неофіційного жіночого аналога Ліги Європи УЄФА. Сезон 2006 року виявився менш вдалим на внутрішній арені («срібло» чемпіонату та фінал Кубка), проте команда яскраво виступила на міжнародному рівні, здобувши у фіналі Відкритого Кубка Італії перемогу над російською «Ладою».
З 2009 по 2012 рік працював тренером воротарів у жіночому футбольному клубі «Росіянка» з Московської області. Викладав у московському Коледжі індустрії гостинності та менеджменту № 23.

## Досягнення
Здобутки гравця
- Срібний призер чемпіонату УРСР (1): 1982

Тренерські досягнення
- Чемпіон України серед жінок (3): 2000, 2001, 2005
- Срібний призер чемпіонату України серед жінок (3): 1999, 2004, 2006
- Володар Кубка України серед жінок (2): 2001, 2005
- Фіналіст Кубка України серед жінок (3): 1999, 2004, 2006
- Переможець Зимової першості України серед жінок (1): 2005
- Срібний призер Зимової першості України серед жінок (1): 2006
- Володар Відкритого Кубка Італії (1): 2006
- Бронзовий призер Відкритого Кубка Італії (1): 2005